# Folding-Fin Aerial Rocket

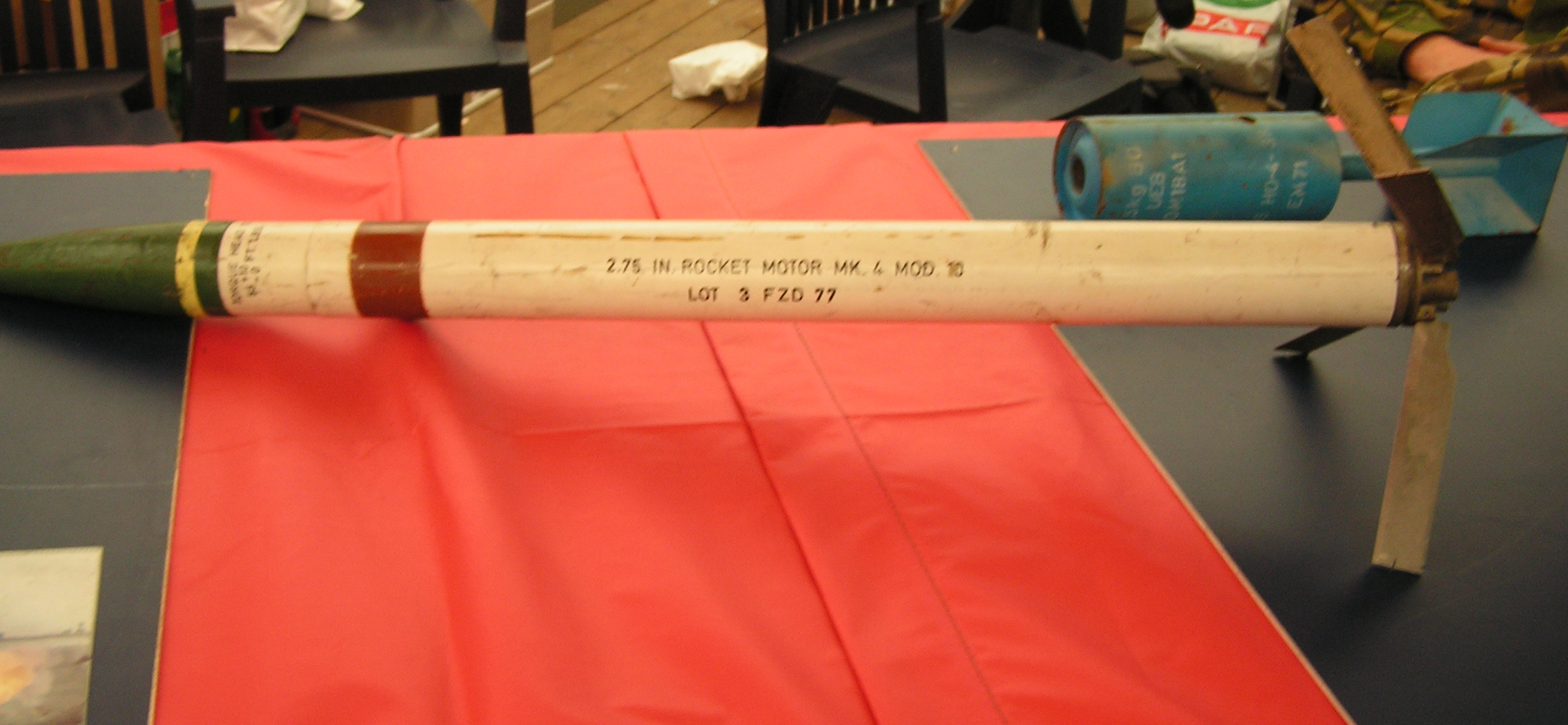
Mk. 4 Mod. 10 Folding-Fin Aerial Rocket

Die Mk. 4 FFAR (Folding Fin Aerial Rocket, deutsch Rakete mit ausklappbaren Stabilisatoren), nach einer bekannten Cartoon- und Zeichentrickfigur auch Mighty Mouse genannt, ist eine Luft-Luft-Rakete aus den 1950er Jahren, welche der deutschen R4M nachempfunden ist.

## Einsatz

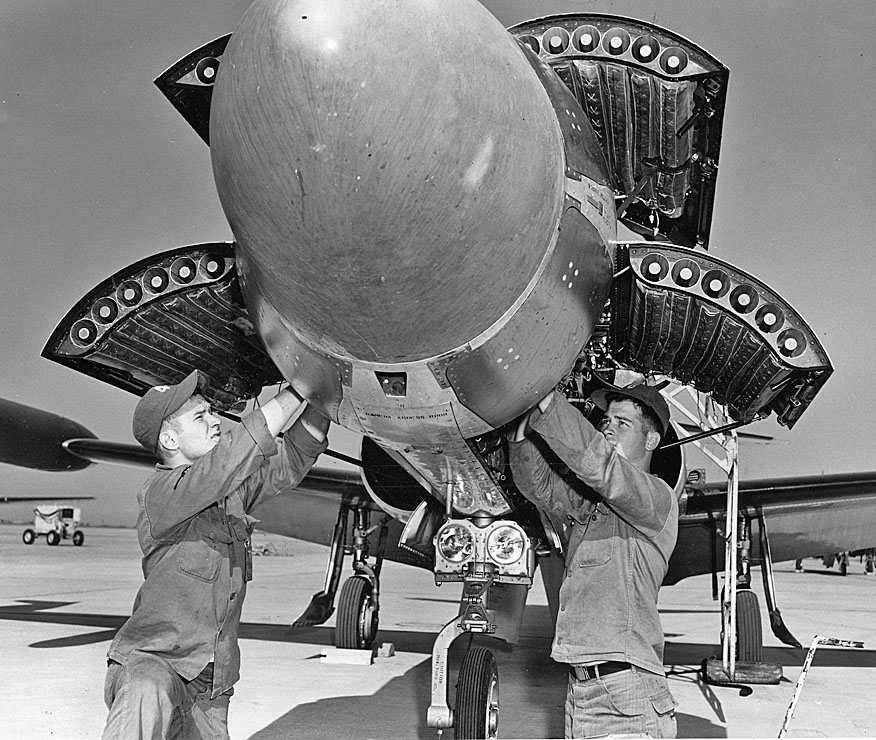
Beladung einer Lockheed F-94C Starfire

Die Rakete wurde aus einem Rohr verschossen. Hierbei waren die Stabilisatoren (Fins) zunächst um den Korpus der Rakete gerollt und entfalteten sich kurz nach Verlassen des Rohres. Die Raketen wurden gemeinsam abgefeuert und explodierten in einiger Entfernung vor dem Flugzeug in der Größe eines Fußballfeldes. Auf diese Weise sollten feindliche Bomber aus einer Entfernung außerhalb der Reichweite ihrer Bordwaffen zerstört werden. Verwendet wurde sie vor allem beim Abfangjäger Lockheed F-94C Starfire.

## Weiterentwicklung

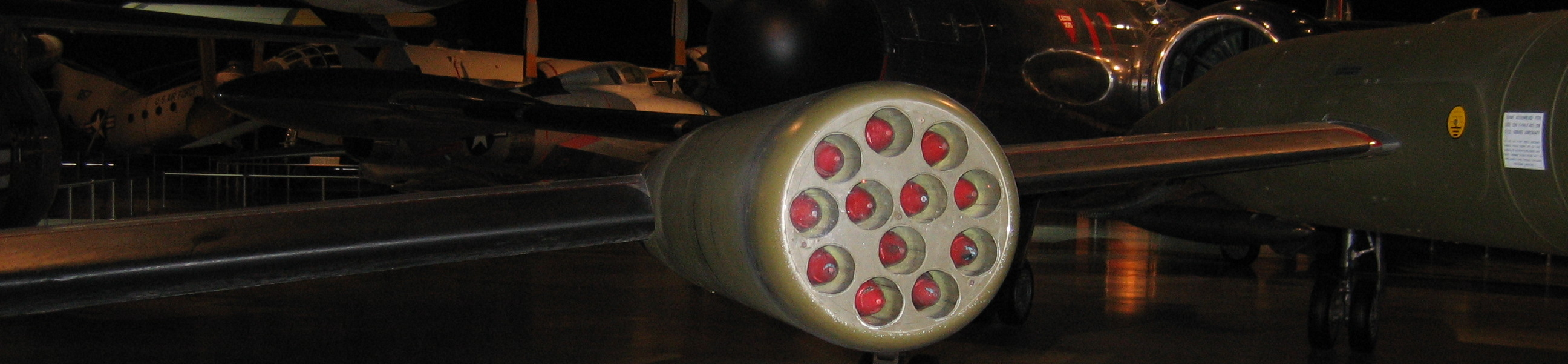
Am Flügel einer Lockheed F-94C Starfire montierter Abschussbehälter im National Museum of the United States Air Force in Dayton, Ohio

Es stellte sich jedoch heraus, dass die Rakete nur bedingt als Waffe zur Luftzielbekämpfung eingesetzt werden konnte. Aufgrund ihrer großen Streuung sah man sie als Waffe zur Bekämpfung von Bodenzielen als besser geeignet an. Zu diesem Zweck wurde sie zur Mk. 40 weiterentwickelt: Der Raketenmotor der Mk. 4 wurde als Grundmodul der Mk. 40 Luft-Boden-Rakete verwendet, auf das diverse Gefechtsköpfe montiert werden konnten. In der weiterentwickelten Version wurde die Waffe zur Bodenunterstützung massiv durch Flugzeuge und Hubschrauber im Vietnam-Krieg eingesetzt. 
Weiterentwickelt wird dieser Raketentyp noch heute als Luft-Boden-Rakete FFAR 2.75" Mk. 70 'Hydra' verwendet.

## Technische Daten
- Hauptfunktion: ursprünglich ungelenkte Luft-Luft-Rakete (Mk. 4), anschließend ungelenkte Luft-Boden-Rakete (Mk. 40)
- Indienststellung: 1950er Jahre
- Reichweite: 3.400 m
- Gefechtsgewicht: 8,4 kg
- Länge: 1,20 m
- Durchmesser: 2,75" (ca. 70 mm)
- Zündung: Aufschlag, Annäherung
- Sprengkopf: 2,7 kg

## Verwendete Trägerfahrzeuge

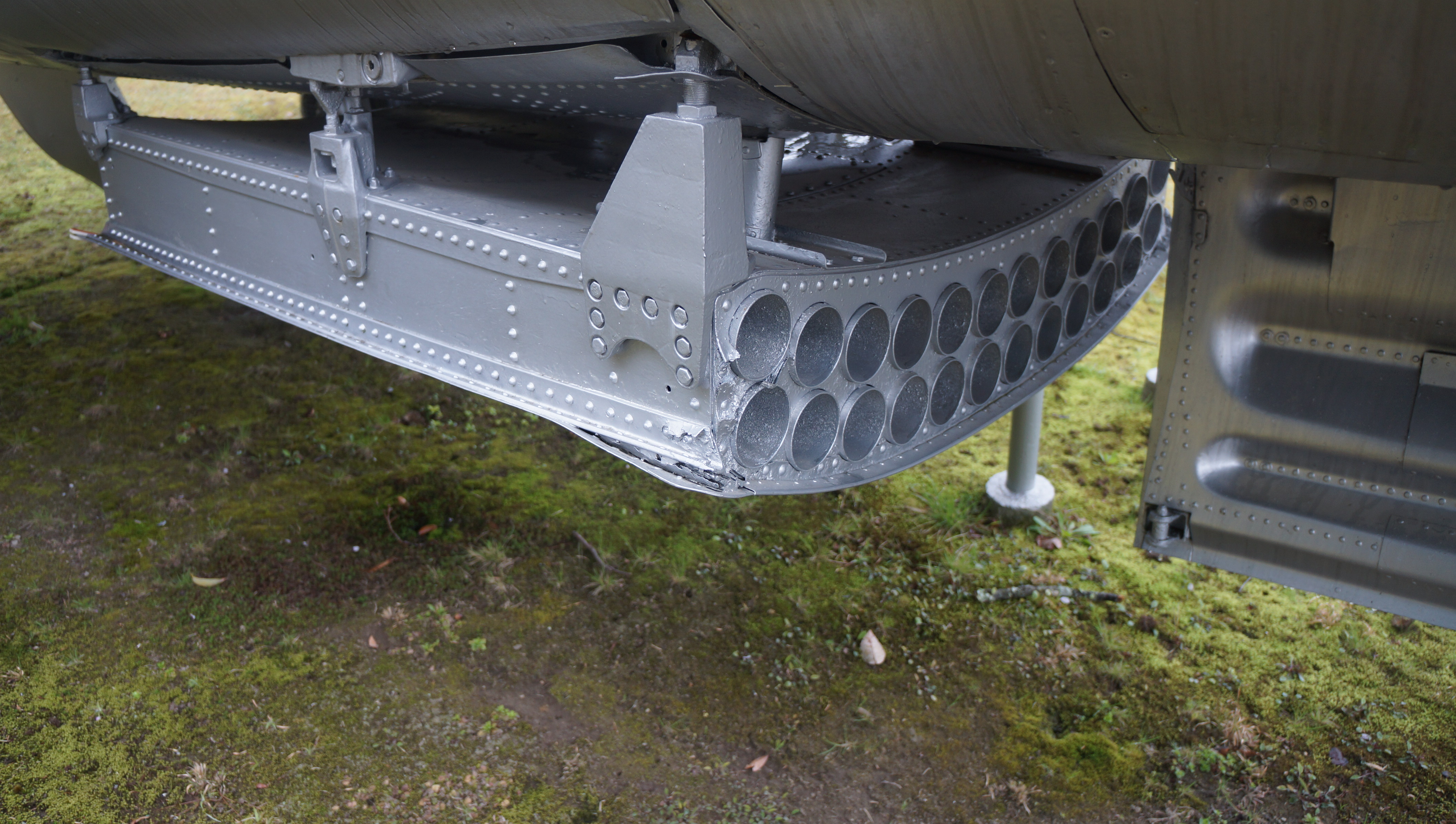
Unter dem Rumpf einer Northrop F-89 Scorpion montierter Abschussbehälter

- F-86D Sabre
- F-89 Scorpion
- F-94C Starfire
- Avro Canada CF-100
- F-102 Delta Dagger
- UH-1B/UH-1C